# にっぽんの宝物
にっぽんの宝物は、全国の商品の発掘、国内外への紹介、販売支援を行う地域創生プロジェクト。総合プロデューサーは、株式会社アクティブラーニング代表取締役の羽根拓也。2009年、羽根拓也が山口大学教授時に発案、開始された。

## 概要
「にっぽんの宝物プロジェクト」は、地域セミナー、地域大会、JAPAN大会、世界大会という4部構成をとる。地域セミナーでは、参加事業者が「アクティブラーニング」、「コラボレーション」をキーワードとした商品開発、販売促進のワークショップを受講する。その後、地域大会、JAPAN大会、世界大会が開かれ、それぞれでグランプリが決定する。各大会の審査員はバイヤーや料理長が務め、ヒト、商品、ストーリーを総合評価する。JAPAN大会2019では「イノベイティブ」「工芸・雑貨」「肉・海鮮物」「農産物加工」「最強素材」「Visit JAPAN」「スイーツ」「ヘルシー＆ビューティー」の8つの部門で審査された。

## 沿革
2009年、山口大学にて、事業者向けセミナー
2010年、高知市主催セミナー
2013年、沖縄県主催セミナー
2014年、千葉県南房総市主催セミナー。沖縄県宮古島観光協会主催セミナー。
2015年、北海道銀行主催セミナー。沖縄県宮古島観光協会主催でグランプリ。
2016年、大阪府にて、第1回JAPANグランプリ。熊本県民テレビエンタープライズ主催セミナー。同県でグランプリ。
2017年、北九州にて、第2回JAPANグランプリ。シンガポールにて、第1回世界大会。沖縄県琉球銀行主催セミナー。同県でグランプリ。
2018年、シンガポールにて、第2回世界大会。東京都にて、第3回JAPANグランプリ。
2019年、東京都にて、第4回JAPANグランプリ。シンガポールにて、第3回世界大会。沖縄県観光ビューロー主催でMICEセミナー。同県でグランプリ。熊本県主催でセミナー。同県でグランプリ。東京都にて、第5回JAPANグランプリ。シンガポールにて、第4回世界大会を開催予定だったが、新型コロナウイルスの影響で延期。
2020年、セミナー、グランプリをオンライン開催。

## 開催地域

### セミナー実施地域例[27]
北海道・青森・岩手・山形・茨城・東京・神奈川・埼玉・千葉・山梨・滋賀・京都・奈良・兵庫・山口・徳島・高知・愛媛・佐賀・宮崎・熊本・長崎・沖縄

### グランプリ開催地域例[28]
高知・山口・宮崎・熊本・長崎・沖縄・東京・千葉・青森・岩手・山形・奈良

## 出演
- テレビ東京・日経スペシャル ガイアの夜明け「全国の農家が競う”絶品”グランプリ！メロン農家の父娘 涙の大逆転劇」（2019年10月15日）[1]